# Spitzberg (Guttenberg)
Spitzberg ist eine Wüstung auf dem Gemeindegebiet von Guttenberg im Landkreis Kulmbach (Oberfranken, Bayern).

## Geografie
Die ehemalige Einöde lag auf einer Höhe von 499 m ü. NHN auf einem Bergrücken gleichen Namens. Zu dem Anwesen gehörten 3,1 ha Acker- und Grünflächen, die allseits von Wald umschlossen waren. Guttenberg lag jenseits des Liesbachtals einen halben Kilometer nördlich.

## Geschichte
Gegen Ende des 18. Jahrhunderts bestand Spitzberg aus einem Anwesen. Das Hochgericht übte das Burggericht Guttenberg aus. Es hatte ggf. an das bambergische Centamt Marktschorgast auszuliefern. Grundherr des Gutes war das Burggericht Guttenberg.
Mit dem Gemeindeedikt wurde Spitzberg dem 1812 gebildeten Steuerdistrikt Guttenberg und der im selben Jahr gebildeten Ruralgemeinde Guttenberg zugewiesen. In den amtlichen Ortsverzeichnissen nach 1888 wurde der Ort nicht mehr aufgelistet. Einträge in topographischen Karten fehlen.

## Einwohnerentwicklung
| Jahr      | 001818 | 001819 | 001861 | 001871 | 001885 |
| Einwohner |        | 4      | 12     | 6      | 5      |
| Häuser    | 1      |        |        |        | 1      |
| Quelle    | [ 3 ]  | [ 5 ]  | [ 6 ]  | [ 7 ]  | [ 8 ]  |

## Religion
Spitzberg war katholisch geprägt und nach St. Veit (Kupferberg) gepfarrt.